# قطعنامه ۱۵۲۶ شورای امنیت
قطعنامه ۱۵۲۶ شورای امنیت سازمان ملل متحد که در تاریخ ۳۰ ژانویه ۲۰۰۴ تصویب شد، سندی بین‌المللی دربارهٔ تهدید صلح و امنیت بین‌المللی ناشی از اقدامات تروریستی است. این قطعنامه طی نشست ۴۹۰۸ام با ۱۵ رای موافق، ۰ مخالف و ۰ ممتنع تصویب شد.